# Cercles de Villarceau

Animation permettant de voir comment une section de tore donne les cercles de Villarceau.

En mathématiques, et plus précisément en géométrie, les cercles de Villarceau sont deux cercles obtenus en sectionnant un tore selon un plan diagonal bitangent qui passe par le centre du tore. Ils tiennent leur nom de l'astronome et mathématicien français Antoine Yvon Villarceau (1813–1883).

Section du tore par un plan passant par son centre. La section est constituée de deux cercles pour trois valeurs de l'angle du plan avec celui du tore : lorsqu'il est confondu au plan du tore, lorsqu'il lui est perpendiculaire et lorsqu'il est bitangent. Dans ce cas, la section est constituée des deux cercles de Villarceau

Étant donné un point du tore, on peut construire sur le tore quatre cercles passant par ce point : un dans le plan du tore, un autre perpendiculairement à ce plan ;  les deux autres sont les cercles de Villarceau.

## Éléments caractéristiques
Dans un tore de centre O, d'axe Oz et de paramètres R et r, les plans bitangents au tore ont pour équation : r cosθ x + r sinθ y + ε√R2 – r2 z = 0 où ε peut valoir +1 ou –1 et où θ est un réel quelconque.
Un tel plan coupe le tore en deux cercles de rayon R et de centres de coordonnées (–r sinθ , r cosθ , 0) et (r sinθ , –r cosθ, 0).
Ces résultats s'obtiennent en travaillant d'abord pour des plans contenant l'axe des y dont les équations sont rx + ε√R2 – r2 z = 0 qui coupent le tore en des cercles de rayon R et de centres de coordonnées (0 , r , 0) et (0, –r, 0), puis en utilisant les propriétés d'invariance par rotation du tore pour les autres cercles de Villarceau.

## Exemple
On considère un tore de paramètres R = 5 et r = 3 et d'axe Oz :
{\displaystyle 0=(x^{2}+y^{2}+z^{2}+16)^{2}-100(x^{2}+y^{2}).\,\!}
En sectionnant par le plan d'équation z = 0, on obtient deux cercles concentriques, d'équations x2 + y2 = 22 et x2 + y2 = 82. 
En sectionnant par le plan d'équation x = 0, on obtient deux cercles côte à côte, d'équations (y − 5)2 + z2 = 32 et (y + 5)2 + z2 = 32.
Deux cercles de Villarceau peuvent être obtenus en sectionnant par le plan d'équation 3x = 4z. Le premier est centré en (0, +3, 0), le second en (0, −3, 0) ; les deux ont 5 pour rayon. On peut en donner les paramétrages suivants :
{\displaystyle (x,y,z)=(4\cos \theta ,+3+5\sin \theta ,3\cos \theta )\,\!}
{\displaystyle (x,y,z)=(4\cos \theta ,-3+5\sin \theta ,3\cos \theta ).\,\!}
Le plan est choisi pour être tangent au tore tout en passant par son centre. Ici, il est tangent en (16⁄5, 0, 12⁄5) et en (−16⁄5, 0, −12⁄5). L'angle de découpe est unique, déterminé par les paramètres du tore.

## Occupation de l'espace
Le tore joue un rôle important dans la fibration de Hopf. La sphère S3 est vue comme un espace fibré, de base la sphère traditionnelle S2, et avec les cercles usuels S1 pour fibres. Par projection stéréographique on peut représenter cette figure dans un espace euclidien de dimension 3, à l'exception d'un point qui est envoyé à l'infini (le cercle de S3 correspondant devient un axe de R3). On considère un parallèle de la sphère S2 ; son image réciproque (dans R3) par la projection de Hopf est un tore. Les fibres en sont des cercles de Villarceau.
Thomas Banchoff a pu analyser un tel tore à l'aide d'imagerie informatique.

### Note
1. ↑  Le texte de Villarceau (1848) analysé sur le site bibnum
2. ↑  (en) Thomas Banchoff, Beyond the Third Dimension, Scientific American Library, 1990  (ISBN 978-0-7167-5025-3)